# Sin-ču
Sin-ču (znaky 新竹市, pinyin Xīnzhú shì, tchajwansky Sin-tek-chhī, angl. Hsinchu) je město na úrovni okresu na severozápadě Tchaj-wanu. Jeho sousedy jsou okres Sin-ču a okres Miao-li. Ve městě sídlí největší světový specializovaný nezávislý výrobce polovodičových disků TSMC.

## Městské části
Administrativně se město dělí na tři městské části (區 čchü):
| Mapa | Název     | Název    | Znaky     | Tchajwansky | Hakka   | Počet obyvatel (2016) | Rozloha (km²) |
| ---- | --------- | -------- | --------- | ----------- | ------- | --------------------- | ------------- |
|      |           | Východní | 東區      | Tang        | Tûng    | 208 122               | 33,5768       |
|      | Severní   | 北區     | Pak       | Pet         | 149 300 | 15,7267               |               |
|      | Siang-šan | 香山區   | Hiong-san | Hiông-sân   | 76 836  | 54,8491               |               |

## Ekonomika a doprava
Přístav na pobřeží Tchajwanského průlivu.
Město bylo napojené na historicky první železniční trať Tchaj-wanu. Ta v roce 1887 spojila Taipei a Ťi-lung (Keelung) a v roce 1891 bylo Sin-ču napojeno na Ťi-lung. Celá tzv. západní trať ve správě TRA (Taiwan Railways Administration) byla kompletně elektrifikována v roce 1979. Od 5. 1. 2007 je v provozu paralelní vysokorychlostní železnice THSR (Taiwan High Speed Rail) s maximální rychlostí 300 km/h.
V roce 1980 zahájil provoz vědeckotechnický park ve východním distriktu Sin-ču (Hsinchu Science Park), který byl inspirován zkušenostmi z Kalifornie. Park se postupem času rozrostl do dalších lokalit a jeho přibližně 500 společností[nedostupný zdroj] generuje kolem 10% HDP Tchaj-wanu. Je například sídlem světově významných výrobců polovodičů, TSMC a UMC, výrobce integrovaných obvodů MediaTek a pobočky zde má mnoho firem z oboru polovodičů, optoelektroniky, počítačů a telekomunikací.
V blízkosti parku sídlí dvě univerzity a tchajwanská národní vesmírná agentura (NSPO).